# 威爾·杜納
威廉·“威尔”·特纳（另译威廉·“威爾”·杜納）是加勒比海盗系列电影中的角色。他出現在《加勒比海盗：黑珍珠号的诅咒》（2003年）、《加勒比海盗2：聚魂棺》（2006年）、《加勒比海盗3：世界的尽头》（2007年）和《加勒比海盗5：死无对证》（2017年）由奥兰多·布鲁姆飾演。

## 個性
在神鬼奇航系列的原始設定中，威爾·杜納是個正直且單純的人物。當他在乎的親友受到威脅時，他往往感情衝動多過於理性思考。然而隨故事的進展，他逐漸變得成熟、更有邏輯性，但在「做對的事」與「行為合法」間的界線也漸漸模糊。威爾·杜納的意志總是隨著他想保護的朋友或家人而動。

## 早期生活
威爾·杜納是比爾·杜納的獨生子，大家通常稱比爾·杜納為皮靴比爾（Bootstrap），皮靴比爾由演員史戴倫·史柯斯嘉所飾演。根據傑克·史派羅船長的描述威爾·杜納長的非常像他的父親，性格也非常相似。然而，在威爾·杜納很小的時候他的父親就失蹤了。威爾·杜納出生在蘇格蘭格拉斯哥，但他母親帶他搬到英格蘭。威爾·杜納自幼認為他的父親是名經商的船員。大約12歲時威爾·杜納移民到皇家港。

## 神鬼奇航：鬼盜船魔咒（2003）
威瑟比·史旺和他的女兒伊莉莎白·史旺（琪拉·奈特莉飾演）乘船去牙買加羅亞爾港時，伊莉莎白·史旺救了遇到船難浮在殘骸上的威爾·杜納。伊莉莎白·史旺在威爾·杜納脖子上發現一枚骷髏頭金幣，為了保護威爾·杜納把那枚海盜金幣藏了起來。
８年後，威爾·杜納把他對伊莉莎白的愛慕藏在心底，和伊莉莎白·史旺依然是朋友的關係。他現在是牙買加羅亞爾港的鐵匠學徒。他的師父是個酒鬼，不過威爾·杜納在造劍方面非常有天賦，他的師父常常把威爾做的劍拿去交賣。除了會做精美的劍，威爾無師自通，劍術也非常好。在DVD版本中有提到，威爾·杜納是系列電影的角色中劍術最好的，甚至比哈克特·巴博沙船長、詹姆士·諾林頓准將還有傑克·斯派羅船長厲害。（如果在公正純劍術的決鬥）。當傑克·斯派羅船長試圖在英國海軍的搜捕中逃走時，傑克·斯派羅船長和威爾·杜納有場決鬥，但傑克·斯派羅船長投機取巧，所以當時威爾·杜納對傑克·斯派羅船長說他作弊，而傑克·斯派羅船長則回應海盜從不遵守決鬥規則。
威爾·杜納後來得知，他的父親皮靴比爾以前是傑克·斯派羅船長黑珍珠號手下的海盜，雖然傑克·斯派羅船長告訴威爾·杜納：他的父親是個好人，當時他是船長，遇到哈克特·巴博沙船長（也是黑珍珠號原來的大副）背叛，只有皮靴比爾支持他。但威爾·杜納還是對於他父親是海盜的事實有很大的牴觸。
哈克特·巴博沙船長和他的船員搶到一個裝滿阿茲特克黃金的箱子，那些金幣受了詛咒導致巴博沙船長和那些船員不死而且無法感受到味覺、痛覺。他們必須歸還所有花掉的金幣，才能破解詛咒，而且每個拿金幣的人都要滴血在金幣上作為代價，但是他們已經把皮靴比爾扔進大海裡了。皮靴比爾有個孩子，巴博沙船長打算找到那個孩子並綁架他，因為那個孩子的血可以替代他的父親的血來破解詛咒。
之前提到伊莉莎白在威爾小時候偷了那枚骷髏頭金幣，巴博沙船長以為她就是皮靴比爾的孩子，所以就綁架她。為了拯救伊莉莎白，威爾幫傑克·斯派羅船長逃獄、搶走一艘船，然後在托爾圖加島上徵召了一組海員。威爾不知道傑克·斯派羅船長其實打算用他當籌碼向巴博沙船長討回黑珍珠號。威爾後來弄明白他的血是破解詛咒的關鍵，他用自己的生命為威脅，要求巴博沙船長放了伊莉莎白和傑克的船員。
最後傑克·斯派羅船長和威爾·杜納成功破解詛咒，傑克·斯派羅船殺了巴博沙船長、打敗了那些叛變的船員。傑克·斯派羅船在羅亞爾港被處以絞刑前，威爾·杜納向伊莉莎白告白，然後跑去劫刑場。他和傑克·斯派羅船很快被軍方制服，但是威爾·杜納堅持傑克·斯派羅船長不應該被絞死，伊莉莎白·史旺也表達她的立場，表示願意為威爾·杜納擔保，她愛威爾·杜納爾且支持他！威爾·杜納最後被赦免，而傑克·斯派羅船則趁機跳海逃跑了。

## 神鬼奇航2：加勒比海盜（2006）
威爾·杜納和其他在神鬼奇航：鬼盜船魔咒的重要角色回歸續集。在第二部神鬼奇航系列電影 ，他的造型比上一集更有海盜的風格，讓人聯想到艾羅爾·弗林在電影中所飾演的一個劍客。
因為在上一集幫助傑克·斯派羅船長逃跑，威爾·杜納和伊莉莎白在婚禮當場被庫特勒·貝克特逮捕，庫特勒·貝克特是東印度貿易公司一位只在乎利益的商人。貝克特威脅威爾：除非威爾能幫他找到傑克·斯派羅的羅盤，否則就要處死他們。傑克·斯派羅的神秘羅盤可以指引貝克特找到深海閻王戴維·瓊斯的心臟（比·乃爾飾演）。
為了救伊莉莎白，威爾·杜納出發尋找傑克·斯派羅和「黑珍珠號」。傑克·斯派羅答應說，如果威爾·杜納幫他找到一把鎖著未知物品的鑰匙，那他願意用他的羅盤來換那把鑰匙。傑克·斯派羅帶著威爾·杜納去見蒂婭·達爾瑪（Tia Dalma），蒂婭·達爾瑪是一名巫毒女巫，對威爾·杜納這個人非常感興趣，她對威爾·杜納說“你感知了你的命運”。蒂婭·達爾瑪告訴他們那把鑰匙是用來打開「聚魂棺」，裡面裝著戴維·瓊斯的心臟。
傑克·斯派羅和戴維·瓊斯曾有過一筆交易，交易內容是戴維·瓊斯幫傑克·斯派羅把「黑珍珠號」從海底拖起來並且讓傑克·斯派羅當船長，然後13年後，傑克·斯派羅就要在飛翔的荷蘭人船上服役100年．當戴維·瓊斯要收債時，傑克·斯派羅不願意履行承諾.戴維·瓊斯的手下找上傑克·斯派羅，而傑克·斯派羅把威爾·杜納騙去一攤發生船難的的殘骸上，傑克·斯派羅說那些擱淺的殘骸就是飛翔的荷蘭人.
真正的飛翔的荷蘭人突然冒出來，傑克·斯派羅打算出賣威爾·杜納，替他還那個服役100年的血債，但戴維·瓊斯拒絕了的傑克的提議，戴維·瓊斯說傑克的靈魂不一樣，如果要拿其他人的靈魂來抵債，那至少要100個，不然就拿它去餵海妖．戴維·瓊斯把威爾·杜納當作傑克付的訂金留在了飛翔的荷蘭人。
威爾·杜納成了飛翔的荷蘭人的一名船員，不過並沒有簽訂靈魂契約，他在船上意外找到他的父親皮靴比爾（Bootstrap），威爾·杜納以自己的靈魂為籌碼，和戴維·瓊斯玩吹牛遊戲，賭那把能打開「聚魂棺」的鑰匙，為了救差點要永生服役於飛翔的荷蘭人的威爾·杜納，皮靴比爾替他兒子輸掉賭局，但他的父親也將永遠被困在船上.在他的父親的幫助下，威爾·杜納偷走戴維·瓊斯的鑰匙，並跳船逃離了飛翔的荷蘭人.他發誓他一定會回來救他父親。一艘經過的船救起落海的威爾·杜納，但戴維·瓊斯招喚海怪擊沉了那艘船。威爾·杜納倖存並且躲在飛翔的荷蘭人.的船頭，飛翔的荷蘭人正開往埋著「聚魂棺」的Isla Cruces島嶼.在Isla Cruces島嶼，威爾·杜納和伊莉莎白重逢。伊莉莎白越獄後，成了傑克·斯派羅的船員.而前指揮官諾林頓都也成了傑克的船員。他們挖到了「聚魂棺」傑克、威爾和諾林頓為爭奪心臟，三人大打出手。他們三人都有各自的追求，傑克想用心臟來躲避血債，威爾想救他的父親，而諾林頓想恢復失去的地位。諾林頓最後在混戰中偷走了心臟。
「黑珍珠號」載著威爾等人逃離了飛翔的荷蘭人.的射程，但戴維·瓊斯再次召喚海怪。威爾帶領船員們抵禦海怪的攻擊，以爭取時間棄船。伊莉莎白知道海怪要的是傑克·斯派羅，她以吻色誘傑克·斯派羅並用手銬把傑克·斯派羅鎖在「黑珍珠號」的主桿上。但不知情的威爾正好從救生艇上目睹她親傑克，他認為伊莉莎白愛上了杰克·斯派罗。船員們看著「黑珍珠號」和傑克·斯派羅。被海怪吞噬沉入戴維·瓊斯的魔櫃。
威爾，伊莉莎白和其他船員去找蒂婭·達爾瑪女巫尋求庇護，Gibbs提議去救他們的船長時，威爾·杜納看到伊莉莎白落淚，相信她愛上了傑克，威爾·杜納悶聲不響地灌了一大口酒，最後還是同意和船員們一起去世界的盡頭救傑克·斯派羅。

## 神鬼奇航3：世界的盡頭（2007）
接續上一集，場景轉到新加坡，威爾、伊莉莎白、巴船長、女巫和「黑珍珠號」的船員們試圖和嘯風談判，嘯風（周潤發飾演）是新加坡的唐人海盜頭子，威爾一行人希望能向嘯風借船去世界的盡頭救被困在魔櫃的傑克。威爾偷偷地潛入嘯風的地盤想偷走航海圖，但被逮個正著。明面上，這夥人的任務是救傑克。但暗地裡，威爾另有所圖：他要用傑克還有「黑珍珠號」去救被困在幽冥飛船上他的父親。當東印度公司的軍隊襲擊嘯風的浴池時，威爾與嘯風立了一個秘密協議：救出傑克後他把傑克交給嘯風，而威爾得到「珍珠號」。威爾和船員們乘著向嘯風借來的船航向世界的盡頭，最後墜下瀑布抵達大衛瓊斯的魔櫃。大夥在魔櫃中找到傑克和傑克的「黑珍珠號」。巴船長和傑克為船長之位爭吵，不過大家還是全部搭乘「黑珍珠號」起航。威爾這時才明白，原來伊莉莎白把傑克獻給海怪以拯救全船人的性命，雖然他知道了伊莉莎白為何感到沮喪，但伊莉莎白堅持說，這是她自己選擇背負，為人命而被罪惡折磨也是她該承擔的。威爾質問伊莉莎白，如果兩人缺乏信任而不能坦誠相待，那段感情又有什麼意義呢？ （页面存档备份，存于）

威爾出賣了傑克，而嘯風也背叛威爾又和庫特勒·貝克特作了另外一個協議。嘯風在巴船長故意地引導下，他誤把伊莉莎白認成海之女神卡呂普索，所以用「黑珍珠號」和巴船長換伊莉莎白。伊莉莎白震驚威爾竟然出賣傑克，無視威爾苦苦挽留，她依然同意這個交易,來換全船人的平安。傑克把叛徒威爾拘押進船艙,但威爾很快自行脫困。並且持續丟下屍體當記號幫庫特勒貝克追蹤珍珠號。傑克逮到威爾的小把戲,但在把威爾推下船時卻意外地給了威爾他的神奇羅盤。威爾趴在一塊浮板上，他在海上漂流，後來被追在後面的貝克特的船艦撈起。
在沙灘談判時，伊麗莎白以海盜王的身分，向敵方提議人質交換，傑克被換給了貝克特和瓊斯。伊莉莎白告訴威爾說，她現在理解他所承擔的，但她曾登上幽冥飛船，她父親已經成為船的一部份，但現在要救比爾已經太遲了，但威爾不同意她的看法。巴船長釋放了被封印在人類身軀的女神卡呂普索，威爾告訴她大衛瓊斯在第一屆海盜大會背叛她，女神把怒火發洩在海盜們和瓊斯上，她召來了颶風。
在最後的颶風場面，威爾在狂風暴雨中向伊莉莎白求婚，他怕錯過這次機會，此生將無緣。巴船長在戰鬥中為他們主持婚禮。威爾和伊莉莎白兩人互相掩護對方，完成婚禮並在暴雨中相擁、親吻。
為了保護伊莉莎白，威爾拿劍猛戳瓊斯，但瓊斯的胸口裡面並沒有心臟。瓊斯反身把威爾擊倒並重傷他。傑克此時用鑰匙打開聚魂棺並拿出瓊斯的心臟。失憶的鞋帶比爾突然想起關於他的兒子的記憶，他推倒瓊斯和瓊斯纏鬥。此時，傑克決定把機會讓給威爾，他握著威爾的手，用刀子插入瓊斯的心臟，瓊斯墜入漩渦。大漩渦將吞噬「黑珍珠號」和「幽冥飛船」。巴船長掌舵讓黑珍珠號平安脫離漩渦，而幽冥飛船則被大漩渦吞噬。
幽冥飛船一定要有船長，鞋帶比爾切下他兒子的心臟放進聚魂棺，威爾成為幽冥飛船的船長，並解放了船員，怪物化的船員恢復了人類的樣子。
威爾率領「幽冥飛船」前去和「黑珍珠」聯手開火擊沉東印度公司的軍艦，貝克特死亡，而其他敵艦也不戰而退。
威爾現在是負責運送海上亡靈去冥界的神作，每隔十年，他被允許上岸一次。鞋帶比爾決定成為船員，和他的兒子一起留在幽冥飛船上。伊莉莎白是人類無法與他們同行。威爾和伊莉莎白在一個島嶼共渡了「船長岸上的一天」，他們分享彼此合而為一。日落，在威爾回到幽冥飛船前，威爾把他的心臟裝在聚魂棺交給伊莉莎白。幽冥飛船伴隨著綠光消失在地平線上。
10年後，威爾乘船歸來見伊莉莎白和他的兒子。

## 神鬼奇航5：死無對證（2017）

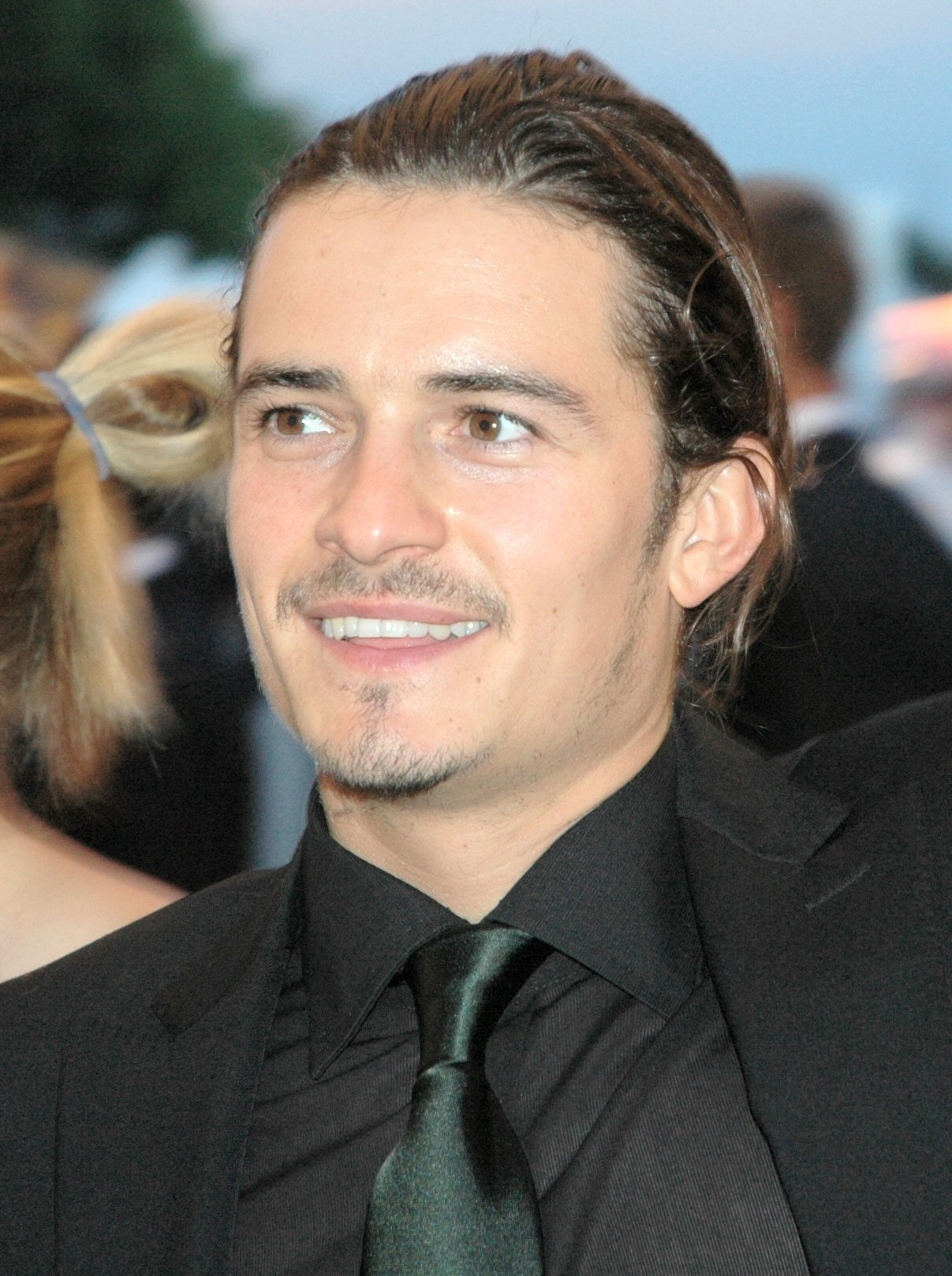
奥兰多·布鲁姆在2005年威尼斯电影节

奥兰多·布鲁姆在第五集再次飾演威爾·杜納。他的臉上出現了一些海底浮游生物，顯示他沒有履行幽冥飛船船長的職責（將海上亡魂帶回冥界），在影片的開頭，威爾的兒子，亨利·杜納嘗試跳上飞翔的荷兰人，並相信他去找杰克·斯派罗幫忙找到可以破解他父親詛咒的方法，但威爾否決了這個主意，他覺得沒有任何方法可以破解這個詛咒，並且希望他兒子忘記他。九年後，亨利找到杰克·斯派罗幫助他，最後一起找到傳說中的寶物海神三叉戟，海神三叉戟可以破解所有海上的詛咒（包括束縛他父親在飞翔的荷兰人的詛咒）。威爾最後和伊莉莎白·史旺重聚。

但在結尾彩蛋，卻暗示海神三叉戟也復活了戴維·瓊斯。

## 電玩
威爾·杜納出現在《王國之心II》中的皇家港口（神鬼奇航世界）。《王國之心II（日本版）》是由平川大輔配音，平川大輔也幫日本版的勒苟拉斯(電玩)配音，勒苟拉斯是奧蘭多布魯姆在魔戒中飾演的另外一個經典角色。因為奧蘭多布魯姆正好在拍攝《神鬼奇航2：加勒比海盜》及《神鬼奇航3：世界的盡頭》無法幫電玩配音，所以由克里斯賓·弗里曼錄製美國版威爾·杜納。克里斯賓·弗里曼也是《神鬼奇航：傑克船長傳奇（電玩）》威爾·杜納的配音員，這個電玩改編自《神鬼奇航3：世界的盡頭》。
在電玩版的《神鬼奇航2：加勒比海盜》還有《樂高神鬼奇航》這兩款遊戲中，玩家可以角色扮演威爾·杜納，這兩款電玩也是由克里斯賓·弗里曼配音。
另外,威爾·杜納還出現在《神鬼奇航線上遊戲》，在這款遊戲中威爾·杜納會給玩家第一把劍。在早期版本的遊戲，威爾·杜納會在士兵撞門時，催促玩家逃跑去找蒂婭·達爾瑪女巫，而威爾·杜納則會留下來用劍阻擋那些士兵。而新版本的遊戲中，骷髏怪物取代了這一部份。

## 外部連結
- 迪士尼神鬼奇航官網（英語） （页面存档备份，存于）
- Will Turner/Gallery | Disney Wiki （页面存档备份，存于）
- Will Turner | Lego Pirates of the Caribbean The Video Game Wiki | Fandom powered by Wikia （页面存档备份，存于）
- Will turner GIFs - Find & Share on GIPHY （页面存档备份，存于）